# Château Bertaud
Pour les articles homonymes, voir Bertaud.
Le château Bertaud est situé sur la commune de Gassin dans le département du Var.

## Histoire

### Un habitat ancien
L'occupation du site est ancienne. Dans son livre La Côte des Maures, le Dr Alphonse Donnadieu y décrit la présence de briques de colonnes et de onze monnaies romaines. Lors de travaux en 1970 à l'usine des torpilles, des monnaies ont été retrouvées ainsi qu'une amphore gauloise et de la céramique.
Ces vestiges pourraient indiquer l'existence d'une villa semblable à celle de Pardigon à cheval sur les communes de Cavalaire-sur-Mer et La Croix-Valmer, séparée de Gassin durant l'entre-deux-guerres.

### Les origines
Les seigneurs de Bertaud font construire ce château, attesté au XVIe siècle. Bertaud, dépendant de la paroisse de Gassin, est un arrière-fief de Grimaud à partir de 1240. Ses seigneurs sont coseigneurs de Gassin jusqu'à la vente de ces terres par le marquis de Grimaud à Antiboul de Saint-Tropez. Les seigneurs de Bertaud ne sont plus dès lors seigneurs de Gassin.
Le château, situé près du rivage, était utilisé pour le mouillage des bateaux, au fond du golfe de Saint-Tropez.
Il abritait deux moulins à la pointe de Bertaud, une fontaine et une chapelle,.
Le nom de Bertaud a été repris pour caractériser plusieurs éléments géographiques de ce quartier de Gassin : Colle-Bertaud (la « colline Bertaud », à l’est du quartier Bertaud, autrefois boisée), la Plaine de Bertaud (en bord de mer, où se trouve le château), carton de Bertaud et chemin de Bertaud.
L’origine du nom Bertaud à Gassin n’est pas connue. Élisabeth Ulrich-Sauze évoque la possibilité d’une origine germanique Bertoaldus, même si ce nom n’est attesté ni comme prénom ni comme nom de famille dans la presqu’île de Saint-Tropez.
L'ouvrage est évoqué dans un écrit du directeur des fortifications de Provence, Nicolas Milet de Monville. Son emplacement est stratégique dans la défense de Saint-Tropez, vers la vallée de La Môle.

### Au temps du tourisme
Il fut remarqué lors de la naissance du tourisme au XIXe siècle et figure sur divers ouvrages de l'époque, comme La Côte d'Azur de Stéphen Liégeard, qui en proposait en 1887 une représentation visuelle. Il bénéficia de sa présence sur la route menant à Saint-Tropez, à proximité du Pin de Bertaud.

Dans ses Étapes d’un touriste en France, de Marseille à Menton, Jules Adenis (1892) décrit les lieux :
« Parmi les excursions que l’usage impose aux touristes dans les environs de Saint-Tropez, il faut citer celle du cap Camarat où l’on visite un phare de premier ordre dont les rayons à éclipses s’étendent à dix lieues en mer. À la pointe du golfe s’élève le château Bertaud, avec ses tourelles crénelées et son architecture néo-gothique. C’est à la porte de ce château, en pleine route nationale, que surgit le célèbre pin parasol qui mesure dix mètres de circonférence à sa base, et dont nous avons parlé lorsque nous avons pris la route des terres pour nous rendre de Saint-Raphaël à Saint-Tropez. »
Le domaine du château comprenait de nombreuses terres, sur l'une desquelles se trouvait une magnanerie, par la suite résidence de campagne aujourd'hui transformée en hôtel : le Mas de Chastelas, ainsi que les terres où se situe aujourd'hui le domaine de Bertaud-Belieu,.
Au XIXe siècle et au début du XXe siècle, il fut la propriété des familles lyonnaises Peissonneaux et Janmot. L'artiste lyonnais Louis Janmot y séjourna chez sa fille Marthe et son beau-fils et en réalisa des « reproductions très heureuses ». Les tableaux de son œuvre la plus célèbre, le Poème de l'Âme, y furent conservés par son fils. C'est son fils Norbert qui fut le dernier possesseur privé du domaine. Le château, ses "bâtiments d'habitation et d'exploitation, chapelle, cours, jardin, parc, vignes, terres, pâtures et sables", le tout sur 8 hectares, est vendu aux enchères en 1906 avec mise à prix de 5 000 francs (environ 20 000 euros en 2018).

### Le château de l'usine des torpilles

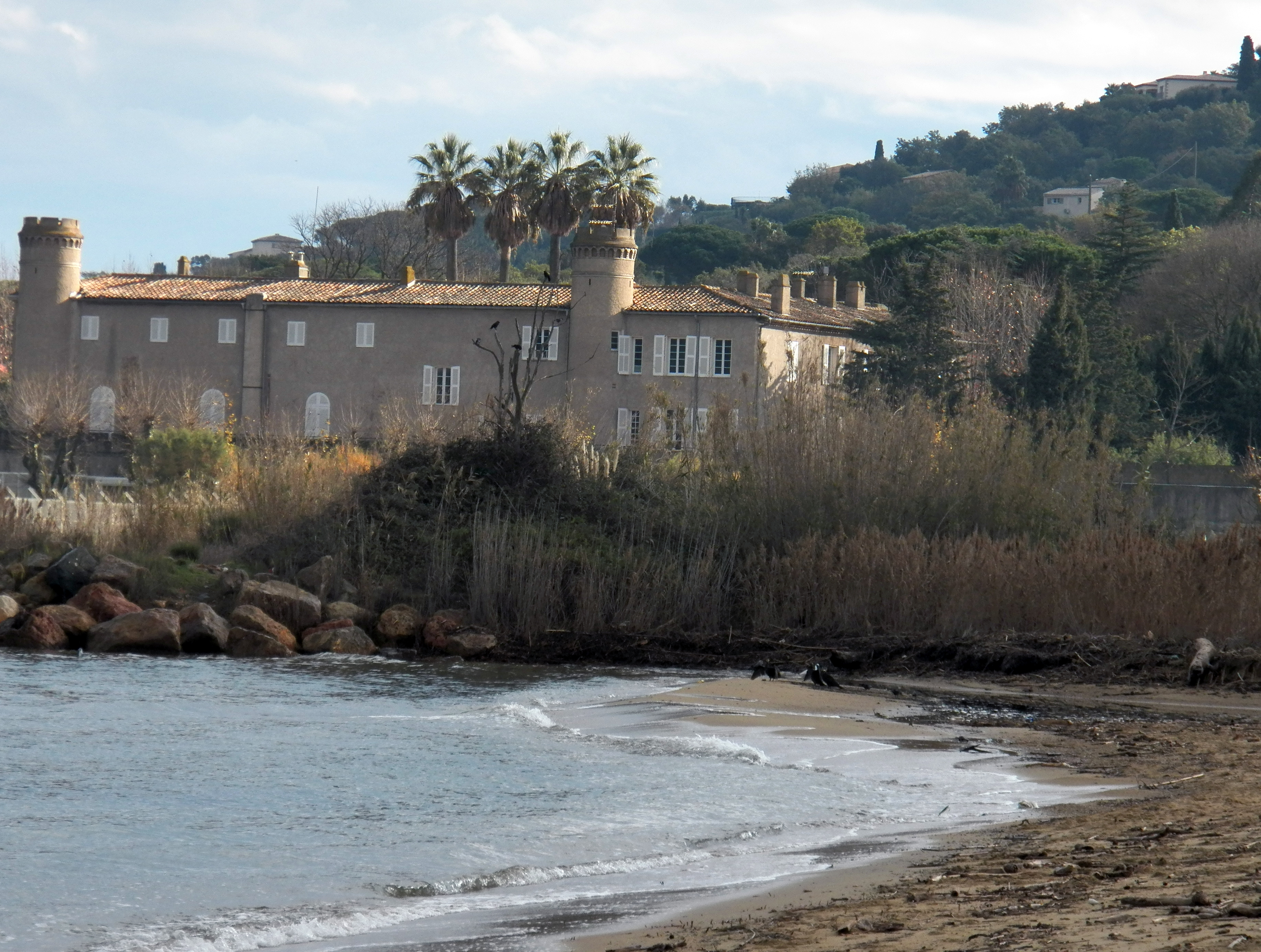
Le château Bertaud vu depuis la plage de la Foux.

Au XXe siècle, le château devint la propriété des possesseurs de l'usine de torpilles créée sur le site. Achetée par son précédent propriétaire 80 000 francs (1913), le domaine fut revendu à Whitehead 225 000 ou 250 000 francs.
L'usine des torpilles vit le jour sur le domaine de Bertaud en 1912. La Marine nationale permit à la société britannique Whitehead de produire des torpilles dans le golfe de Saint-Tropez, choisi alors pour sa discrétion.
Elle fut nationalisée en 1937 et le resta jusqu'en 2003, date à laquelle DCNS, qui a précédé Naval Group, devint une société de droit privé, détenue majoritairement par l'État.

### La chapelle
À l'image de celle du Château Minuty près de là, et comme de nombreuses furent construites dans la seconde moitié du XIXe siècle, une chapelle fut construite à la demande de Marie-Louise Philomène de Pessoneaux du Puget en 1882.
Elle mesure 15 m2.

## Architecture

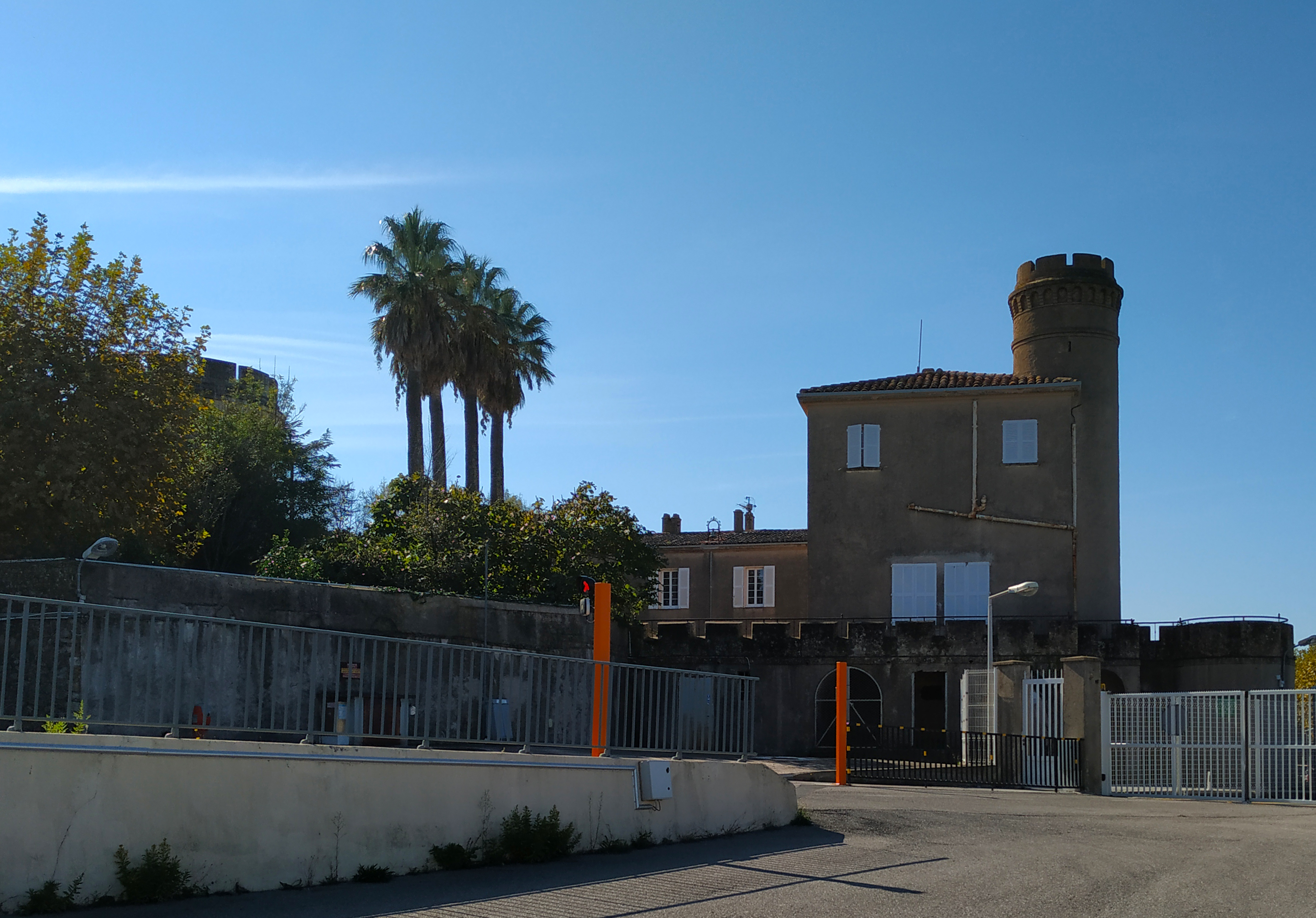
Façade nord-est du château Bertaud

Il s'agit d'un château de style néo-gothique selon Stephen Liégeard.
Le corps principal est constitué de trois étages, dont un semi-enterré.
Il possède quatre tours rondes, deux plus petites aux coins nord et ouest et deux plus grosses, une au sud, l'autre, détachée du château, à l'est.

## Usage
Le château et le domaine a été utilisé à l'origine comme résidence des seigneurs de Bertaud.
Au début du XIXe siècle, et probablement avant, le domaine était affermé « à mi fruit ». Les ménagers pouvaient y vivre de façon quasi autarcique avec un domaine qui leur procure tout, bois, bétail, grains, légumes, etc., et jusqu’au moulin à vent. Ce dernier ne servait qu'à l'usage interne au domaine.
À la fin du XIXe siècle, il accueillit des artistes, notamment Louis Janmot.
Il est utilisé pour loger le directeur de l'établissement.

## La pointe de Bertaud
Situé au fond du golfe de Saint-Tropez, le territoire du château se trouve à un carrefour de communication important. Par la route, il est situé à proximité du carrefour de la Foux.
La pointe de Bertaud permet d'abriter les bateaux pour le mouillage, appelé le mouillage de Bertaud.
Il fut un lieu de transit de marchandises, interface entre le Freinet et la Méditerranée : en plus des routes, il possédait, deux voies fluviales avec l’embouchure du Bélieu et du Bourrian.
Les rivières étaient utilisées pour l’acheminement du bois des Maures vers les cités maritimes de la région, Nice ou Cannes. Le transport était réalisé avec des embarcations à faible tonnage,.
Un quai était utilisé au XXe siècle pour des essais de tirs de torpilles. Les tirs étaient signalés par des lumières et des drapeaux .
Les deux moulins, situés à environ 200 mètres au nord-est du château, étaient ruinés en 1917 mais toujours visibles. Ils étaient utilisés comme repère par les marins,.

## Propriétaires du domaine de Bertaud
Après avoir appartenu à la famille de Castellane, qui possédait également le marquisat de Grimaud, le fief de Grimaud passa en 1650 à la famille Antiboul de Saint-Tropez par rachat. Le dernier possesseurs du fief de Bertaud fut Louis Jean-Baptiste Garachon, avocat à la cour, originaire de Brignoles. Décédé en 1812, il était alors le propriétaire d'un domaine dépourvu du nom de fief par la révolution ; l'inventaire réalisé à son décès fait état de deux bâtiments sur les terres de Bertaud, le château et l'actuel Mas de Chastelas.

### Seigneurs de Bertaud
| Identité                                    | début | entre | et   | fin  |
| Annibal de Châteauneuf (seigneur de Gassin) |       |       |      | 1649 |
| François de Castellane (marquis de Grimaud) | 1649  |       |      | 1650 |
| Jean et Jean-François Antiboul              | 1650  |       |      |      |
| Marc Antiboul                               |       | 1672  | 1691 |      |
| Marc-Antoine d’Antibes                      |       | 1763  |      |      |
| Louis Jean-Baptiste Garachon                |       | 1779  |      | 1812 |

### Propriétaires du château de Bertaud
| Identité                                                      | début | entre | et | fin  |
| Louis Jean-Baptiste Garachon                                  |       |       |    | 1812 |
| Étienne Thaneron                                              |       |       |    |      |
| François Étienne Thaneron                                     |       |       |    |      |
| Jules de Pessonneaux du Puget / Philomène Thaneron de Bertaud |       |       |    |      |
| Pierre Janmot                                                 |       |       |    |      |
| Paul Koster                                                   |       |       |    | 1914 |
| Whitehead & Co                                                | 1914  |       |    |      |
| Schneider                                                     |       |       |    | 1937 |
| État français/ Marine nationale                               | 1937  |       |    | 1961 |
| Délégation générale pour l'armement (DCN)                     | 1961  |       |    | 2003 |
| DCNS/Naval Group                                              | 2003  |       |    | 2018 |
| Entreprise Wajsbrot                                           | 2018  |       |    |      |

## Vente du domaine
En 2016, DCNS annonce la vente du site de l'usine des torpilles, dans des conditions jugées "floues" par les élus locaux. La presse évoque alors l'achat par un milliardaire libanais.
Après plusieurs mois de négociations, les conditions de la mise en vente du site, y compris le château, sont dénoncées par les élus de la communauté de communes du golfe de Saint-Tropez, et ceux de la commune de Gassin, et l'objet de polémique.
La vente est compliquée de plus par la découverte d'un champ exceptionnel de grandes nacres dans les eaux proches du site ainsi que par des questions liées au domaine public maritime,.
En définitive, c'est bien de la cession des terrains qu'il s'agit et non de celle de l'outil industriel ; la transaction est effective depuis décembre 2018. L'avenir du château n'est pas abordé en lui-même.